# Château de Feusse
 (septembre 2022).
Le château de Feusse est situé à Saint-Just-Luzac en Charente-Maritime.

## Historique
D'après un acte notarié de 1745, le fief de Feusse en Saint-Just, autrefois nommé Chardes, était un dénombrement de la terre des Bernardières, qui est mentionnée dès le Moyen Âge. Le fief de Feusse est acquis, vers 1600, par un riche marchand protestant nommé Jean Jousselin. C'est lui qui, à partir d'avril 1612, fait reconstruire et exhausser le logis. Il meurt en septembre 1613 et ses héritiers font aussitôt estimer les bâtiments venant d'être élevés ainsi que des matériaux de construction entreposés dans la cour pour achever la tour d'escalier. Attribuée quelques années plus tard à son petit-fils, Benjamin Jousselin, puis à la sœur de ce dernier, Jeanne Jousselin, femme d'Abel Valland, la seigneurie de Feusse revient ensuite à leurs nièces, Jehanne Jousselin, épouse d'André de La Cour, seigneur de Pernan (commune d'Avy, en Charente-Maritime) et Marie Jousselin, mariée avec le pasteur de Saint-Just Jean Bernon (1639-1711), docteur en théologie, issu d'une puissante famille de négociants de La Rochelle, et frère de Gabriel Bernon. En 1678, les deux beaux-frères font dresser un procès-verbal du logis de Feusse, qui est alors en mauvais état. Après un accord notarié conclu en 1688, c'est à Marie Jousselin et à son époux, Jean Bernon, que revient le logis de Feusse. C'est ce dernier qui, après avoir abjuré la Religion Prétendue Réformée à la suite de la révocation de l'édit de Nantes, fait allonger le logis vers le nord, élever le portail monumental donnant accès à la cour d'honneur, aménager des terrasses et les jardins. Enfin, pour donner des gages de sa conversion, il fait élever la petite chapelle située dans l'un des angles des murs de clôture. Elle est bénie avec l'autorisation de l'évêque de Saintes, le 29 juillet 1710. Jean Bernon meurt peu après et la terre de Feusse échoit en 1712 à Esther Gabiou, épouse d'Etienne Chassériau, une nièce de sa seconde épouse. Resté aux mains des Chassériau jusqu'en 1791, le château de Feusse est acquis en 1791 par Pierre Garesché, membre d'une importante famille de négociants protestants locaux, puis en 1816 par Gabriel Bergerat.

## Architecture
La porte cochère d'entrée, les façades et toitures sur cour, le vestibule d'entrée et le salon du logis, avec leurs boiseries peintes sont classés au titre des monuments historiques par arrêté du 16 janvier 1989, la chapelle est inscrite au titre des monuments historiques par arrêté du 11 octobre 1984.